# Kálium-ferricianid
A kálium-ferricianid, köznapi nevén vörösvérlúgsó (K3[Fe(CN)6] kálium-hexaciano-ferrát(III)) komplex vegyület.
Vörösbarna színű, jól kifejlett monoklin kristályok vagy aranysárga színű por.

## Tulajdonsága
Vízben jól oldódik, 100 g víz 20 °C-on 33 g, 99 °C-on 91 g vörösvérlúgsót old fel. Alkoholban nem oldódik, aceton oldja. Vizes oldata édeskés-sós ízű, élénk sárga színű, állás közben főleg fény hatására részben redukálódik és Berlini-kékből álló csapadék válik ki belőle. Hevítéskor vasra és kálium-cianidra bomlik. Kálium-jodiddal hevítve sárgavérlúgsóvá alakul és elemi jód válik szabaddá. Erélyes oxidálószer, különösen lúgos közegben.
Vas(II)-sók oldatában sötétkék csapadékot ad, ez a Turnbull-kéknek nevezett pigment szerkezetét tekintve azonos a Berlini-kékkel. A vas(II)-só ugyanis a vas(III)-cianidot vas(II)-cianiddá redukálja, a keletkezett vas(III)-só pedig a vas(II)-cianiddal Berlini-kékké egyesül. Közvetlenül nem mérgező, mivel azonban bomlékonyabb a sárgavérlúgsónál. A gyomorban hidrogén-cianid (HCN) válhat belőle szabaddá, ezért mérgező hatású lehet.

## Felhasználása
A kelmefestésben, a bőr- és papírgyártásban, a galvánbevonatok készítésében, az acél cementálásában, a tölgyfa pácolására, pigmentek készítésére használják. A műszaki rajzok kék fénymásolatainak készítésében is alkalmazzák, illetve műtrágya-adalékként is felhasználható.

## Előállítása
A vörösvérlúgsó előállítására sárgavérlúgsó oldatába klórgázt vezetnek:
{\displaystyle \mathrm {2K_{4}[Fe(CN)_{6}]+Cl_{2}\Rightarrow 2K_{3}[Fe(CN)_{6}]+2KCl} \,\!}

## Reakciói
Ha sósavat öntünk hozzá, hidrogén-cianid fejlődik:
{\displaystyle \mathrm {K_{3}[Fe(CN)_{6}]+6HCl\Rightarrow 3KCl+FeCl_{3}+6HCN} \,\!}
Lúgos közegben hidrogén-peroxid hatására oxigénfejlődés közben sárgavérlúgsóvá alakul:
{\displaystyle \mathrm {2K_{3}[Fe(CN)_{6}]+H_{2}O_{2}+2KOH\Rightarrow 2K_{4}[Fe(CN)_{6}]+2H_{2}O+O_{2}} \,\!}